# Phare Polýaigos
Le phare Polýaigos, également appelé Phare Nisis Poliaigos est situé au cap Maskula sur l'île Polyaigos, au sud-est de l'île Kimolos en Grèce. Il est achevé en 1898.

## Caractéristiques
Le phare est une tour cylindrique blanche, accolée à la maison du gardien, dont le dôme est de couleur verte. Il s'élève à 138 mètres au-dessus de la mer Égée. Il délimite le passage entre les îles Milos et Folégandros.

## Codes internationaux
- ARLHS[2] : GRE-095
- NGA : 15920
- Admiralty[3] : E4252

## Source
(en) [PDF] List of lights radio aids and fog signals - 2011 - The west coasts of Europe and Africa, the mediterranean sea, black sea an Azovskoye more (sea of Azov) (la liste des phares de l'Europe, selon la National Geospatial - Intelligence Agency)- Version 2011 - National Geospatial - Intelligence Agency - p. 276